# Alexander Hermann
Alexander Hermann (* 10. Dezember 1991 in Linz) ist ein ehemaliger österreichischer Handballspieler.

## Werdegang
Der 1,92 Meter große Rückraumspieler spielte ab 2012 in der Handball Liga Austria bei der SG Handball West Wien. Vorher spielte er beim HC Linz AG. Ab dem Sommer 2015 lief er für den deutschen Verein Bergischer HC auf. Ab der Saison 2017/18 spielte Hermann für die HSG Wetzlar. Zur Saison 2019/20 wechselte er zum VfL Gummersbach. In der Saison 2022/23 lief Hermann wieder in seiner Geburtsstadt, für den HC Linz AG, auf. Anschließend beendete er aus persönlichen Gründen seine Karriere.
Für die  Österreichische Nationalmannschaft bestritt Alexander Hermann 80 Länderspiele, in denen er 138 Tore erzielte. Er nahm an der Europameisterschaft 2014 teil.
Sein Zwillingsbruder Maximilian Hermann spielte ebenfalls Handball.

## HLA-Bilanz
| Saison    | Verein                | Spielklasse | Tore | 7-Meter      | Feldtore |
| --------- | --------------------- | ----------- | ---- | ------------ | -------- |
| 2008/09   | HC Linz AG            | HLA         | 40   | 0/0          | 40       |
| 2009/10   | HC Linz AG            | HLA         | 84   | 2/2          | 82       |
| 2010/11   | HC Linz AG            | HLA         | 88   | 4/5          | 84       |
| 2011/12   | HC Linz AG            | HLA         | 136  | 1/4          | 135      |
| 2012/13   | SG Handball West Wien | HLA         | 133  | 7/10         | 126      |
| 2013/14   | SG Handball West Wien | HLA         | 96   | 0/1          | 96       |
| 2014/15   | SG Handball West Wien | HLA         | 168  | 6/7          | 162      |
| 2008–2015 | gesamt                | HLA         | 745  | 20/29 (69 %) | 725      |